# Roselyne Bosch
Roselyne Bosch é uma roteirista e cineasta francesa. Autora do roteiro de 1492: Conquest of Paradise (1992)  e de Le Pacte du Silence (2003), Bosch estreou-se na realização em 2006 com o filme franco-português Animal, premiado com a Méliès D'Argent do Fantasporto (2006)